# Гимель
Ги́мель, также ги́мел (ивр. גִּ֫ימֶל‎) — третья буква еврейского алфавита. Обозначает звук [g]. Имеет числовое значение (гематрию) 3.

## Произношение
Гимель — одна из шести букв (בג״ד כפ״ת), получающих дагеш каль в начале слова или после огласовки «шва нах». (Подробнее см. правило бегед кефет). Однако в современном иврите гимель всегда обозначает звук [g].
В древнем иврите буква гимель с дагешем обозначала звук [g], а буква без дагеша [ɣ].
Если за буквой ג следует апостроф ('ג), то это сочетание обозначает звук [ʤ], подобный русскому дж.
В делении ивритских букв по месту образования буква гимель относится к четырём нёбным буквам: (ג, כ, י, ק).

## Происхождение
Палеоеврейская буква гимель, вместе с аналогичной ей финикийской буквой 𐤂 происходят от древнеханаанской  и протосинайской .
Название буквы реконструируется, как произошедшее от западно-семитского слова гамаль (др.-евр. גמל‬ — «верблюд»).
Однако, предполагается, что название буквы в еврейском и финикийском алфавитах было подобранно к уже имеющемуся знаку, согласно акрофоническому принципу, а в протоханаанском и протосинайском алфавитах эта буква была пиктограммой метательной палки или бумеранга.

## Использование

### Числительное
Числовое значение буквы ג — три. Поэтому вторник (третий день в еврейской неделе) называется יום ג («третий день»).
В случае, если в числительном она идёт до букв с бо́льшим численным значением, её значение становится равным 3000. Таким образом, год גתנ"א в еврейской записи — это год 3451-й, или 309 год до нашей эры.

### Название
Слово «Гимель» является названием финской музыкальной группы, образованной в 2002 году.

### Сокращения
Буква ג может являться сокращением, обозначающим меру измерения веса грамм (גרם‎).

#### Армейские сокращения
В армии гимель (мн. ч. гимелим, גימלים‎) — день освобождения солдата от любой физической активности по указанию врача. Назначается по результатам медицинской проверки. В случае решения врача освободить солдата от физической активности выписывается справка с указанием, что состояние здоровья солдата требует полного покоя; это состояние обозначается буквой ג, отсюда и название. Солдат затем предъявляет справку по первому требованию. Солдат может проводить дни гимелим на военной базе или у себя дома, по решению его командиров; в случае пребывания солдата во время гимелим на базе, солдат освобождается от всех занятий, не участвует в построениях личного состава и может вообще не покидать казарму (в таком случае в обязанности дежурного входит обеспечить больного едой).
См. также статьи о буквах алеф и бет.

## Обозначения и кодировка

Письменная буква Гимель

- В национальном варианте кодировки ASCII для еврейского письма буква ג обозначается кодом 0xE2.
- В Юникоде буква ג включена под кодом U+05D2, UTF-16 — 0x5D2.
- В азбуке Морзе букве ג соответствует сигнал — — • (тире тире точка).
- В шрифте Брайля букве ג соответствует сочетание точек ⠛ ().
- В радиопередачах, в случае, если слово надо передать по буквам, букве ג соответствует слово «гимель» (גימל‎ — название буквы).